# Nang Kwak

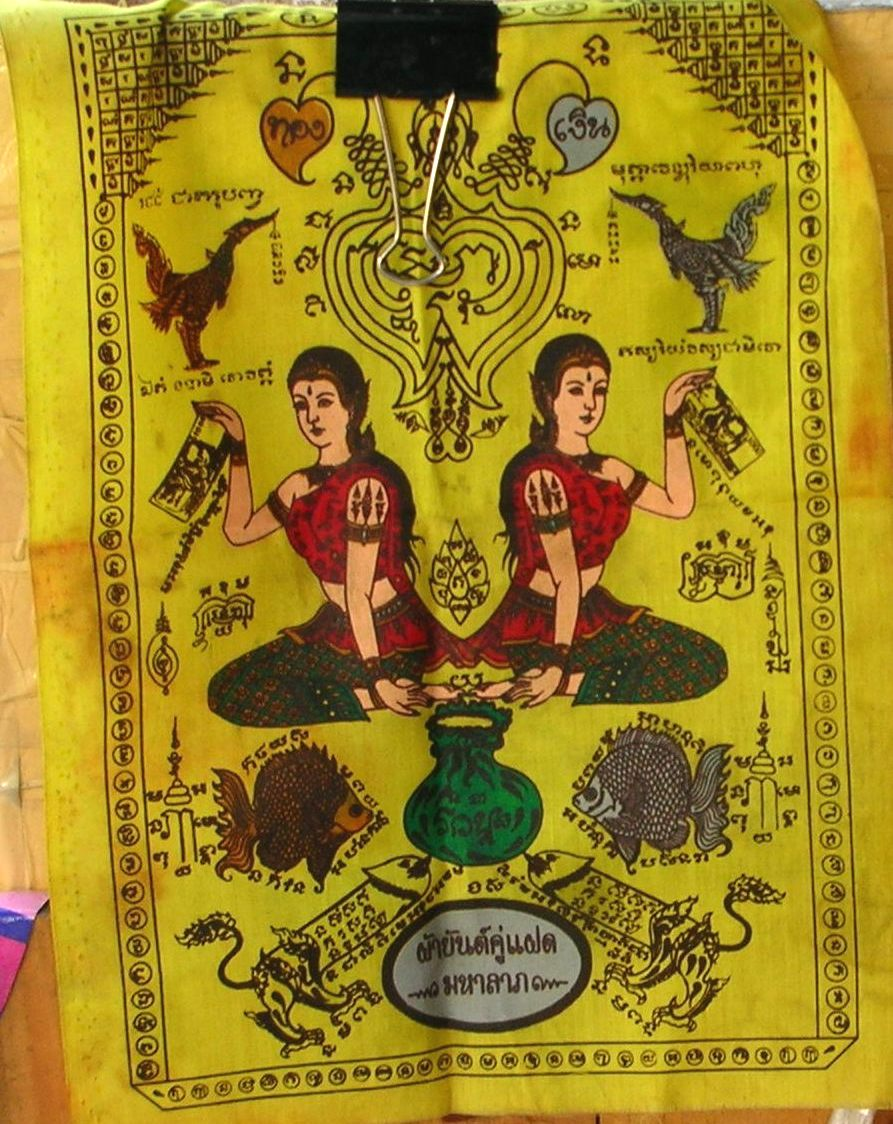
Nang Kwak.

Nang Kwak är en gudinna inom thailändsk folktro.
Hon är lyckans, rikedomens och välmågans gudinna och handelns och köpenskapens beskyddare. Hon tillhör thailändsk folktro, men senare utveckling har försökt inlemma henne i buddhismen som boddhisatva. 